# Project Strato
Project Strato es una banda finlandesa de Power Metal formada en el año 2009 por los miembros fundadores de Stratovarius, después de que el guitarrista y compositor Timo Tolkki abandonara la banda en la que estuvo 23 años y que lo convirtió en una leyenda de la música. Finalmente,tras largas charlas con los exmiembros de Stratovarius, Tuomo Lassila, Antti Ikonen y Jari Kainulainen, decidieron reunirse nuevamente y grabar un nuevo disco con el fin de revivir aquellos tiempos de gloria y despedirse. Es la misma lineación original que grabaron el álbum Dreamspace en 1994 y fue el último álbum que Timo Tolkki estuvo en la voz, decidió no cantar más y dedicarse exclusivamente a la guitarra. Después de 10 años de su último álbum Hymn To Life en el 2002 en la que se escuchó por última vez la voz de Timo Tolkki, volverá a cantar en este nuevo álbum. Según Timo Tolkki, con dignidad de los fanes como miembro de la banda Stratovarius. El disco llevará como nombre "Return to Dreamspace" y se espera su lanzamiento para el mes de enero de 2014, coincidiendo con las celebraciones por los treinta años de aniversario.

## Miembros
- Timo Tolkki - Voz&Guitarra
- Tuomo Lassila - Batería
- Antti Ikonen - Teclados
- Jari Kainulainen - Bajo

## Discografía
| \| Título \| Discográfica \| Año \| \| Return To Dreamspace \| JVC \| 2014 \| |              |      |
| Título                                                                        | Discográfica | Año  |
| Return To Dreamspace                                                          | JVC          | 2014 |